# Renzo Pasolini
Renzo Pasolini (Rimini, 18 de julio de 1938-Monza, 20 de mayo de 1973) fue un piloto italiano de motociclismo, que participó en el Campeonato del Mundo de Motociclismo desde 1963 hasta su muerte en 1973. Fue subcampeón en dos ocasionesː en 1968 en 350cc por detrás de Giacomo Agostini y en 1972 en 250cc por detrás de Jarno Saarinen.

## Biografía
Renzo Pasolini nació en Rimini, en el corazón de Romagna, el área de Italia con la mayor tradición deportiva en motocicletas.
Su padre era motociclista y lo introdujo tanto en el motocross como en las carreras de carretera a una edad muy temprana.
Comenzó su carrera en motocross en 1958, después de haber mostrado gran interés en el boxeo y el fútbol también. Fumador e incorregible fiestero, era un atleta poco común, al igual que su enfoque en las curvas mientras competía, una combinación peligrosa de equilibrio y velocidad que siempre lo hacía parecer a punto de caerse de su moto.
Después de desempeñarse bien en motocross, Pasolini decidió centrarse en las carreras de carretera mientras se mantenía activo en varios otros deportes para mantener la forma física. En 1962, debutó con el Aermacchi 175cc, cuando sus dos primeros puestos por delante de Giacomo Agostini estimularon su larga rivalidad. Pasolini se tomó un descanso de dos años de las carreras para completar su servicio militar y, mientras estaba estacionado en Cerdeña, conoció a su futura esposa, Anna, con quien tendría dos hijos, Sabrina y Renzo Stefano.
Pasolini reanudó su carrera como piloto en 1964, compitiendo con las motos Aermacchi de 250cc y 350cc en el nivel superior. En el campeonato italiano de 1965, Pasolini, compitiendo con un Benelli, terminó segundo Tarquinio Provini en la clase de 250cc y tercero en la clase de 350cc detrás de Giacomo Agostini y Giuseppe Mandorlini. 1966 fue un año de resultados variables tanto a nivel nacional como internacional; Lo más notable fue la carrera final del campeonato italiano, que Pasolini ganó con el entonces nuevo Benelli 500 de cuatro cilindros.
Con una bicicleta más competitiva, Pasolini pudo rivalizar con los mejores, y esto marcó el comienzo de una serie de enfrentamientos épicos con Mike Hailwood, luego montando un Honda y el renacimiento de su rivalidad con Agostini , un piloto MV Agusta. La temporada 1968 acabó segundo por detrás de Agostini en el campeonato de 350cc, después de haber ganado los títulos italianos de 250cc y 350cc.
En 1969 trajo resultados mixtos, provocado que perdiera ante su compañero de equipo Benelli Kel Carruthers en el título del campeonato mundial de 250cc. Las nuevas regulaciones en la clasificación de 250cc para la temporada 1970 limitaron la categoría a las bicicletas de dos cilindros, lo que llevó al equipo de Benelli a concentrarse en la clase de 350cc.
Después de una mala temporada, Pasolini deja Benelli y ficha por Aermacchi, recién salido de una fusión con Harley-Davidson. Gran parte de la temporada 1971 se perdió al probar la bicicleta Aermacchi/Harley-Davidson 250cc, que tardó mucho más de lo que se había previsto. La moto resultante no fue superior a la mayoría, y varios corredores prometedores subieron un peldaño; entre ellos Jarno Saarinen, a quien Pasolini perdió el campeonato mundial de 250cc en 1972 por un solo punto.

### Muerte
Pasolini perdió la vida en el Gran Premio de Italia en el Monza el 20 de mayo de 1973. No pudo acabar la carrera de 350cc por problemas mecánicos, retirándose de la carrera a cuatro vueltas del final. En la primera vuelta de la carrera de 250cc, la tragedia golpeó cuando la motocicleta de Renzo Pasolini se tambaleó hacia un lado y se estrelló contra la barandilla, matándolo al instante. La colisión provocó un accidente en cadena en el que se vieron involucrados más de 14 pilotos, incluidos Hideo Kanaya, Walter Villa, Victor Palomo, Fosco Giansanti, Börje Jansson y Chas Mortimer con varios de ellos sufriendo heridas graves y la muerte de Jarno Saarinen. La carrera se detuvo y la siguiente carrera de 500cc se canceló después del accidente.
Con los años, la causa del accidente fue objeto de una gran controversia. La causa original del accidente se atribuyó a un derrame de aceite dejado en la pista durante la carrera de 350cc cuando el Benelli de Walter Villa comenzó a gotear aceite en la penúltima vuelta. Los oficiales de la carrera no pudieron eliminar el derrame antes de la carrera de 250cc, y el piloto John Dodds expresó sus preocupaciones a las autoridades, solo para enfrentar amenazas de expulsión del circuito por parte de la policía. Sin embargo, han aparecido algunos artículos que muestran fotos de la moto de Pasolini consistentes con la detención del motor, bloqueando la rueda trasera y causando el choque. Además, la investigación oficial sobre el accidente, emitida en septiembre de 1973, encontró que la causa del accidente fue la incautación del motor en la motocicleta de Renzo Pasolini. En 1969 ganó el Campeonato Nacional de 125cc y 250cc, realizando él mismo las funciones de mecánico.

## Resultados en el Campeonato del Mundo
Sistema de puntuación desde 1950 hasta 1968:
| Posición | 1.º | 2.º | 3.º | 4.º | 5.º | 6.º |
| Puntos   | 8   | 6   | 4   | 3   | 2   | 1   |

Sistema de puntuación desde 1969 hasta 1987:
| Posición | 1.º | 2.º | 3.º | 4.º | 5.º | 6.º | 7.º | 8.º | 9.º | 10.º |
| Puntos   | 15  | 12  | 10  | 8   | 6   | 5   | 4   | 3   | 2   | 1    |

### Carreras por año
(Carreras en negrita indica pole position; carreras en cursiva indica vuelta rápida)
| Año  | Clase | Moto            | 1       | 2       | 3       | 4           | 5       | 6       | 7       | 8      | 9       | 10    | 11      | 12      | 13    | Pts. | Pos. |
| ---- | ----- | --------------- | ------- | ------- | ------- | ----------- | ------- | ------- | ------- | ------ | ------- | ----- | ------- | ------- | ----- | ---- | ---- |
| 1964 | 350cc | Aermacchi       |         |         |         | IOM -       | NED -   | BEL -   | GER -   | DDR -  | ULS -   | FIN - | NAT 4   | JPN -   |       | 3    | 15.º |
| 1965 | 250cc | Aermacchi       | USA -   | GER -   | ESP -   | FRA -       | IOM Ret | NED 8   | BEL -   | RDA -  | CZE -   | ULS - | FIN -   | NAT Ret | JPN - | 0    | -    |
| 1965 | 350cc | Aermacchi       |         | GER 4   |         |             | IOM Ret | NED 4   |         | RDA -  | CZE 5   | ULS - | FIN -   | NAT 6   | JPN - | 9    | 8.º  |
| 1966 | 250cc | Aermacchi       | ESP 3   | GER -   | FRA 10  | NED Ret     | BEL -   | RDA -   | CZE -   | FIN -  | ULS -   | IOM - | NAT Ret | JPN -   |       | 4    | 14.º |
| 1966 | 350cc | Aermacchi       |         | GER -   | FRA 5   | NED 3       | BEL 4   |         | CZE 5   | FIN -  | ULS -   | IOM - | NAT 2   | JPN -   |       | 17   | 3.º  |
| 1967 | 350cc | Benelli         |         | GER 3   |         | IOM Ret     | NED 3   |         | RDA -   | CZE -  |         | ULS - | NAT -   |         | JAP - | 8    | 8.º  |
| 1967 | 500cc | Benelli         |         | GER -   |         | IOM Ret     | NED -   | BEL -   | RDA -   | CZE -  | FIN -   | ULS - | NAT 6   | CAN -   | JAP - | 0    | -    |
| 1968 | 250cc | Benelli         | GER -   | ESP -   | IOM 2   | NED 3       | BEL -   | RDA -   | CZE -   | FIN -  | ULS -   | NAT - |         |         |       | 10   | 6.º  |
| 1968 | 350cc | Benelli         | GER 2   |         | IOM 2   | NED Ret     |         | RDA -   | CZE -   |        | ULS -   | NAT 2 |         |         |       | 6    | 12.º |
| 1968 | 500cc | Benelli         | GER -   | ESP -   | IOM -   | NED -       | BEL -   | RDA -   | CZE -   | FIN -  | ULS -   | NAT 2 |         |         |       | 6    | 12.º |
| 1969 | 250cc | Benelli         | ESP Ret | GER -   | FRA -   | IOM -       | NED 1   | BEL Ret | RDA 1   | CZE 1  | FIN Ret | ULS - | NAT -   | YUG -   |       | 45   | 4.º  |
| 1970 | 350cc | Benelli         | GER -   |         | YUG -   | IOM Ret     | NED 2   |         | RFA 2   | CZE 2  | FIN Ret | ULS - | NAT 3   | ESP -   |       | 46   | 3.º  |
| 1970 | 500cc | Benelli         | GER -   | FRA -   | YUG -   | IOM -       | NED -   | BEL -   | RFA Ret |        | FIN -   | ULS - | NAT Ret | ESP -   |       | 0    | -    |
| 1971 | 250cc | Aermacchi       | AUT Ret | GER Ret | IOM -   | NED Ret     | BEL -   | DDR -   | CZE -   | SWE -  | FIN -   | ULS - | NAT 11  | ESP 5   |       | 6    | 30.º |
| 1972 | 250cc | Aermacchi       | GER -   | FRA 2   | AUT Ret | NAT 1       | IOM -   | YUG 1   | NED 2   | BEL 19 | DDR 2   | CZE 2 | SWE 3   | FIN Ret | ESP 1 | 93   | 2.º  |
| 1972 | 350cc | Aermacchi       | GER 5   | FRA 3   | AUT 3   | NAT 2       | IOM -   | YUG -   | NED 3   |        | DDR 2   | CZE 2 | SWE 4   | FIN 3   | ESP 2 | 102  | 3.º  |
| 1973 | 250cc | Harley-Davidson | FRA 3   | AUT Ret | GER -   | NAT Ret (†) | IOM -   | YUG -   | NED -   | BEL -  | CZE -   | SWE - | FIN -   | ESP -   |       | 10   | 18.º |
| 1973 | 350cc | Aermacchi       | FRA Ret | AUT Ret | GER Ret | NAT Ret     | IOM -   | YUG -   | NED -   | BEL -  | CZE -   | SWE - | FIN -   | ESP -   |       | 0    | -    |